# Честь имею!..
«Честь име́ю!..» — военная драма режиссёра Виктора Бутурлина. «Солдатам и офицерам, отдавшим свои жизни в борьбе с террористами, посвящается…».

## В ролях
| Актёр               | Роль                                                           |
| ------------------- | -------------------------------------------------------------- |
| Александр Лазарев   | капитан Сергей Числов ("Чисел", "математик")                   |
| Андрей Фролов       | старший лейтенант Лев Панкевич ("Рыдлевка")                    |
| Александр Блок      | майор Александр Самохвалов ("Самосвал")                        |
| Юрий Цурило         | полковник Примаков ("Примус")                                  |
| Роман Золотов       | старший лейтенант Роман Саранцев                               |
| Эрик Яралов-Вайс    | Аркадий Азаретян («Ара»)                                       |
| Павел Бадыров       | старший прапорщик Валерий Сотников («Квазимодо», "Дмитриевич") |
| Артём Алексеев      | рядовой Андрей Салтицкий («Маугли»)                            |
| Владислав Юрчекевич | рядовой Сергей Родионенко («Весёлый»)                          |
| Роман Королёв       | рядовой Иван Конев («Конюх»)                                   |
| Дмитрий Протопопов  | сержант Пимен Николаев («Тунгус»)                              |
| Юрий Евдокимов      | рядовой Игорь Привалов                                         |
| Сергей Соболев      | лейтенант Дмитрий Завьялов                                     |
| Юрий Загребнев      | Алик                                                           |
| Юрий Тарасов        | водитель Малецкий («Малёк»)                                    |
| Эрик Кения          | Хамзат                                                         |
| Василий Щипицын     | Птира                                                          |
| Руслан Смирнов      | рядовой «Хомяк»                                                |
| Александр Шульга    | сержант Бубенцов                                               |
| Сергей Астахов      | Дылев (бывший сослуживец Числова)                              |
| Михаил Гуро         | рядовой Федор Нечаев («Грызун»)                                |
| Евгения Крюкова     | Анна (вдова олигарха)                                          |
| Александр Шехтель   | Исмаил                                                         |
| Виктор Смирнов      | генерал, командир дивизии                                      |

### Озвучивание
| Актёр              | Роль             |
| ------------------ | ---------------- |
| Станислав Концевич | закадровый текст |
| Борис Соколов      | Исмаил           |

## Съёмочная группа
- Оператор : Валерий Мюльгаут
- Композитор : Игорь Корнелюк
- Продюсеры: Владимир Бортко, Роман Цепов
- Военный консультант:Олег Рыбалко -   подполковник ВДВ

В основу сценария ленты положены реальные события конца февраля 2000 года, произошедшие в Аргунском ущелье в Чечне.
Под впечатлением от фильма 5 июля 2005 года был создан международный журнал о людях в погонах «Честь имею».
Основные сцены снимались под Новороссийском (вместо военной Чечни) и в Санкт-Петербурге.

## Награды и премии
- 2004: премия «ТЭФИ» за лучший телевизионный художественный фильм, мини-сериал Честь имею!.
- 2005: премия национальной академии киноискусства «Золотой орёл».